# Young and Beautiful
„Young and Beautiful“ je píseň od americké zpěvačky Lany Del Rey. Byla vydána dne 23. dubna 2013 jako první singl ze soundtracku pro film Velký Gatsby. Tuto alternativní rockovou baladu napsala Lana Del Rey společně s producentem této skladby, Rickem Nowelsem. Kritici popsali skladbu slovy „neodbytná“ a „melancholická“. Píseň textem popisuje mladého zamilovaného člověka, který se bojí zestárnutí. Část z písně se objevila v oficiálním traileru pro film a hrála ve scéně, kdy si postavy, které ztvárnili Leonardo DiCaprio a Carey Mulligan vyznávají lásku. Píseň dokonce dostala nominaci na cenu Grammy.

## Hudební video
Videoklip natočila Sophie Muller a režíroval Chris Sweeney a byl vydán dne 10. května 2013.

## Hudební příčky
| Žebříček (2013)                              | Nejvyšší umístění |
| -------------------------------------------- | ----------------- |
| Austrálie (ARIA Charts)                      | 8                 |
| Belgie (Ultratop 50 Flanders)                | 34                |
| Belgie (Ultratop 50 Wallonia)                | 33                |
| Kanada (Canadian Hot 100)                    | 45                |
| Francie (SNEP)                               | 31                |
| Německo (Media Control Charts)               | 50                |
| Řecko (Billboard)                            | 2                 |
| Itálie (FIMI)                                | 8                 |
| Irsko (IRMA)                                 | 16                |
| Izrael (Media Forest)                        | 7                 |
| Maďarsko (Single Top 20)                     | 9                 |
| Nizozemsko (Mega Single Top 100)             | 79                |
| Polsko (Polish Airplay Top 20)               | 12                |
| Rakousko (Ö3 Austria Top 40)                 | 57                |
| Skotsko (Official Charts Company)            | 21                |
| Slovensko (IFPI)                             | 53                |
| Španělsko (PROMUSICAE)                       | 24                |
| Švédsko (Sverigetopplistan)                  | 39                |
| Švýcarsko (Schweizer Hitparade)              | 31                |
| Spojené království (Official Charts Company) | 23                |
| USA (Billboard Hot 100)                      | 22                |
| USA (Billboard Rock Songs)                   | 3                 |
| USA (Billboard Hot Dance Club Songs)         | 46                |